# Социологический франкизм

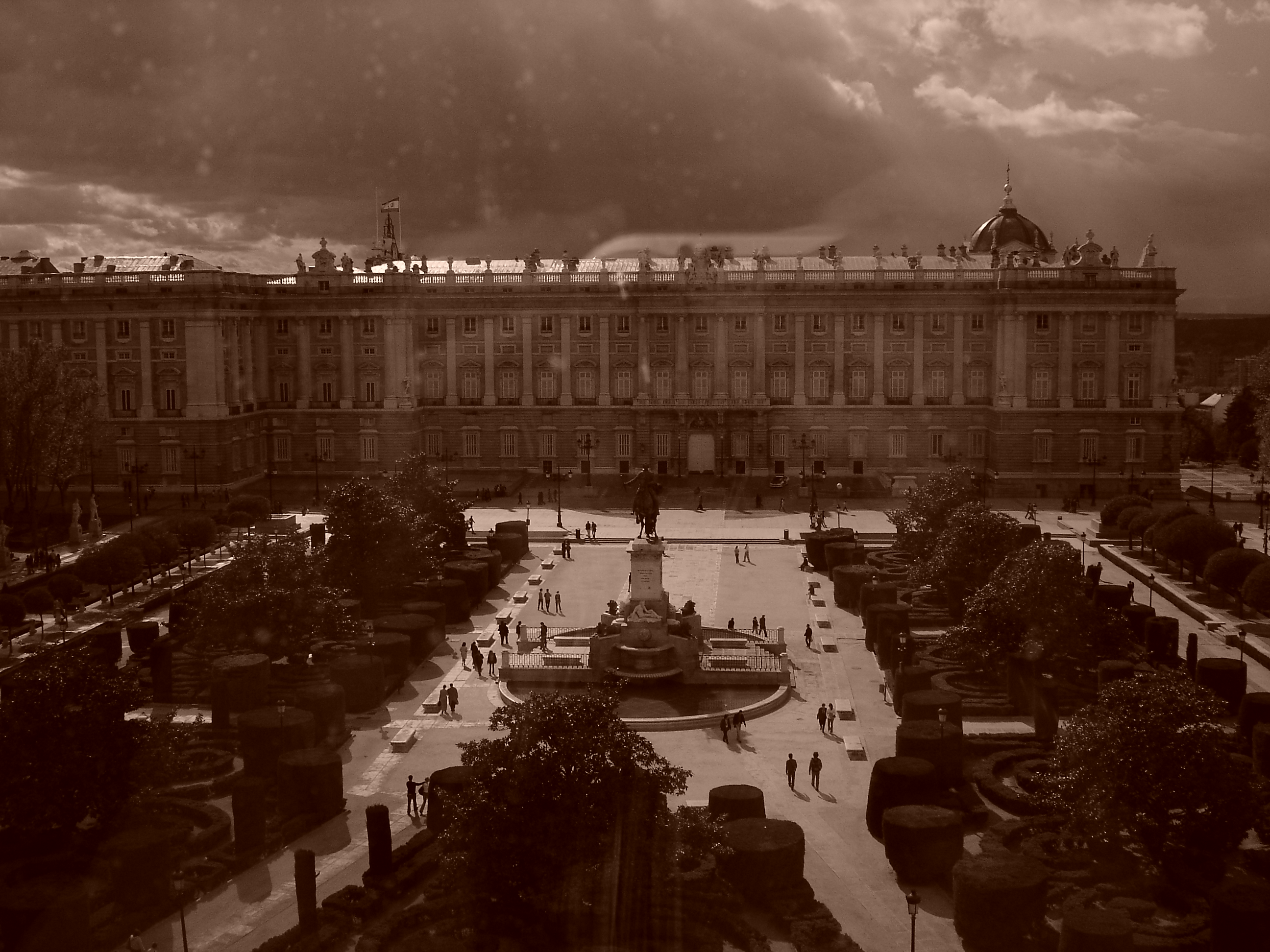
Пласа-де-Ориенте, напротив Королевский дворец в Мадриде. Это была сцена крупнейших демонстраций режима Франко, как при жизни диктатора, так и после его смерти, вспоминают каждые 20 ноября самые ностальгирующие франкисты (дата смерти Франко и Примо де Ривера).

Социологический франкизм — это выражение, используемое для описания сохранения социальных черт, типичных для франкизма, в испанском обществе после смерти Франсиско Франко (1975) и сохраняющихся по сей день.
Такие черты были бы анахроническими, не соответствующими экономическому, социальному и политическому развитию современного общества (даже постмодерна) и более типичными для доиндустриального общества. Они объясняются длительными репрессиями в течение сорока лет (1936—1975, опасениями повторения гражданской войны в Испании и противостояния так называемых «двух Испании» и даже положительная оценка роли франкизма в экономическом росте, имевшем место во время так называемого девелопментализм (1959—1975); даже ценой игнорирования других проблем, таких как эмиграция, а также из-за ситуации экономического кризиса, с которым пришлось столкнуться в следующие десять лет (1975—1985). Это привело испанское большинство, даже тех, кого можно больше отождествить с оппозицией франкизму, к увековечиванию взглядов на сохранение и выживание (усвоенных и передаваемых из поколения в поколение с 1940-х годов), таких как самоцензура, добровольное подчинение и конформизм с властью авторитета, который в крайних случаях может быть описан даже как раболепие, а в большинстве случаев его отождествляют с так называемым молчаливым большинством, которое обеспечивало режим самой дешевой, наиболее эффективной и повсеместной формой репрессий.

## Ностальгия по Франко
По словам писателя Мануэля Васкеса Монтальбана: «Был социологический франкизм, который все еще выживает в большей или меньшей степени, и риторика франкизма, которая напоминает о лучших годах, с 1962 или 1963 до начала 1970-х годов, и забывает годы лишений и экономический кризис позже, который уже был обнаружен, во время режима Франко. Во многих направлениях они мифологизировали экономически хорошие годы, но следует помнить, что они были основаны на отправке безработных сначала в Каталонию и Страну Басков, а затем в Европу». По словам Хосе Луиса Лопеса Арангурена: «Франкизм, изначально являвшийся политической системой, превратился в образ жизни испанцев».